# Qamar Zaman
Pour les articles homonymes, voir Zaman (homonymie).
Qamar Raman, né le 11 avril 1952 à Quetta, est un joueur de squash pakistanais, il fait partie des plus grands joueurs de sa génération dans les années 1970-1980. Son plus grand trophée restera le British Open en 1975, tournoi où il atteindra plus tard par quatre fois la finale sans jamais s'imposer, même chose aux championnats du monde, face notamment à son grand rival australien Geoff Hunt.
Il devient n°1 mondial en janvier 1975 et le sera pendant 25 mois.
Il est le neveu de Aftab Jawaid, trois fois finaliste du British Open et son fils Mansoor Zaman est également joueur de squash.

## Biographie
Le père de Qamar, Mohammad Ayub Zaman, était entraîneur au Quetta Squash Complex, un endroit idéal pour que le jeune homme puisse s'impliquer dans le sport.
Enfant, Qamar Zaman tenait la main de son père et regardait les officiers anglais jouer, sautant à l'intérieur lorsqu'ils échangeaient les balles crevées avec de nouvelles balles.
Qamar Zaman fait ses débuts professionnels en 1968, se rendant à Peshawar pour sa première épreuve des moins de 16 ans.
Bien qu'il ait perdu au deuxième tour, il a réussi à remporter de nombreux lauriers, car les spectateurs lui ont donné l'impression d'être une future star. La prophétie s'est renforcée six mois plus tard, lorsqu'il soulève le trophée du championnat national junior des moins de 18 ans.
Il décide alors de tenter sa chance à l'étranger, s'inscrivant au British Open de 1973 pour lequel il achète une nouvelle raquette et des chaussures.
Il perd en demi-finale, s'inclinant face à son oncle Aftab Jawaid qui dispute son dernier tournoi, mais son investissement et le spectacle sur le terrain lui ont valu non seulement le respect, mais aussi plusieurs sponsors et des douzaines de raquettes. L'année suivante, il atteint les demi-finales du British Open, avant de remporter l'Open d'Australie.
Il revient en Angleterre encore plus fort, remportant le British Open en 1975 en battant le champion en titre Geoff Hunt en quart de finale.
Qamar Zaman  n'a jamais été en mesure de reproduire sa victoire, perdant en finale du British Open en 1978, 1979, 1980 et 1984. Il a également perdu à quatre reprises lors de la finale du championnat du monde - 1977, 1979, 1980 et 1984 - mais a assuré la suprématie du Pakistan depuis l'époque de Roshan Khan et de Hashim Khan.
En 2018, il annonce son intention de rentrer en politique.

## Palmarès

### Titres
- British Open : 1975
- Malaysian Open : 1986
- Championnats d'Asie : 2 titres (1984, 1986)
- Championnats du monde par équipes : 3 titres (1981, 1983, 1987)

### Finales
- Championnat du monde : 4 finales (1977, 1979, 1980, 1984).
- British Open : 4 finales (1978, 1979, 1980, 1984).
- Open de Malaisie : 1987
- Championnats d'Asie : 1981